# Gerard Koel
Gerard Koel (né le 16 janvier 1941 à Amsterdam) est un coureur cycliste néerlandais. Il a été médaillé de bronze dans l'épreuve de la poursuite par équipes aux Jeux olympiques de 1964. Il a ensuite été coureur professionnel de 1966 à 1974.

## Palmarès sur piste

### Jeux olympiques
- Tokyo 1964
  -  Médaillé de bronze de la poursuite par équipes

### Six jours
- Six jours de Madrid en 1967 avec Jan Janssen
- Six jours d'Anvers en 1973 avec Leo Duyndam et René Pijnen

### Championnats nationaux
- Champion des Pays-Bas de vitesse en 1968, 1969
- Champion des Pays-Bas de scratch en 1970

## Palmarès sur route
- 1965
  - 2eb étape de l'Olympia's Tour
- 1966
  - 2e du Circuit de Campine
  - 3e du Tour de Hollande-Septentrionale